# Short Orders
Short Orders é um curta-metragem norte-americano de 1923, do gênero comédia, estrelado por Harold Lloyd.

## Elenco

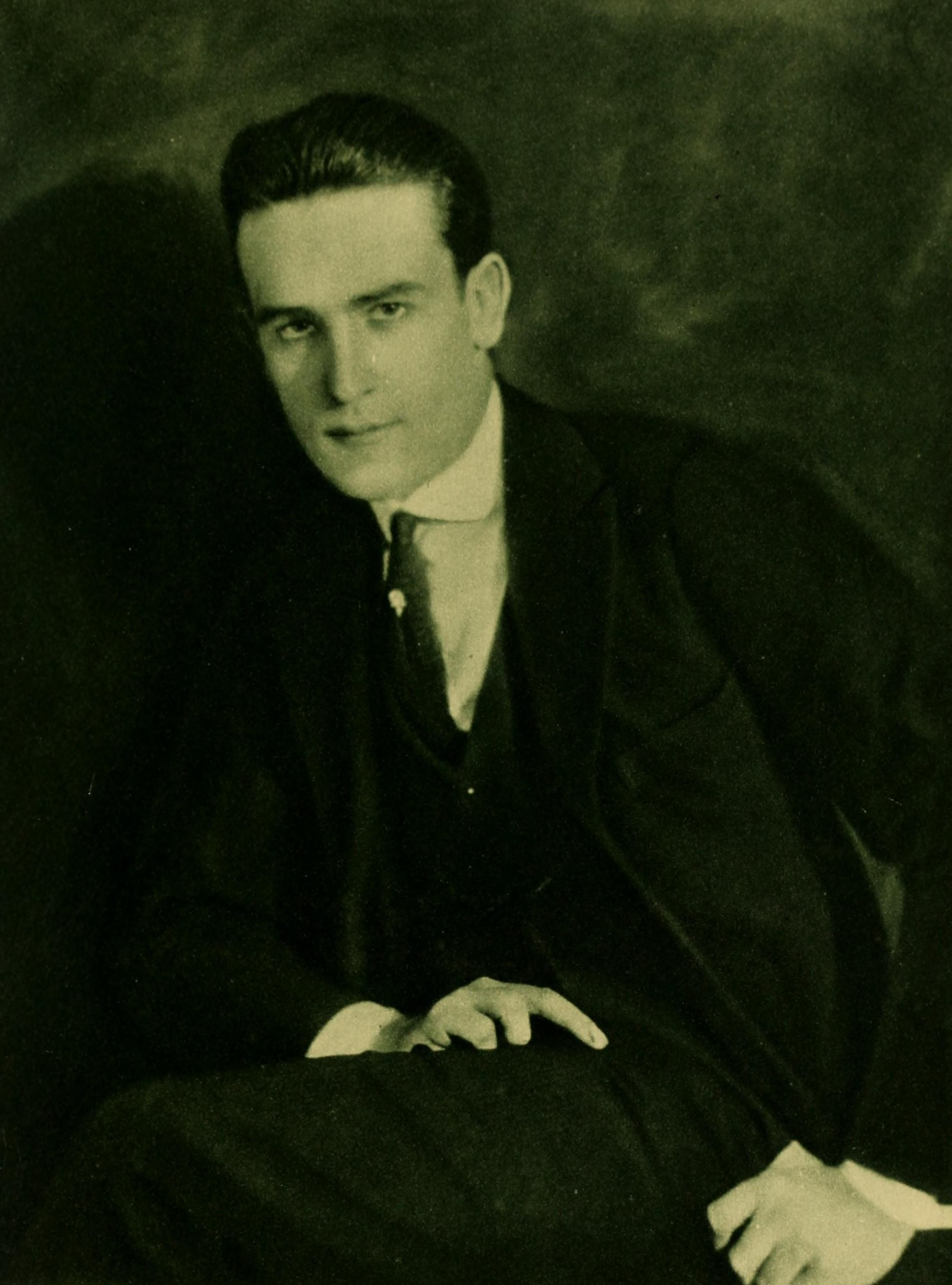
Harold Lloyd

- Stan Laurel
- Marie Mosquini
- Eddie Baker
- Jack Ackroyd
- Mark Jones
- George Rowe